# Deepal L07
Deepal L07 (кит.: 深蓝L07; піньїнь: Shēnlán L07,  з 2022 по 2024 роки Deepal SL03) ― середньорозмірний гібридний або електричний ліфтбек, що випускається з 2022 року китайською компанією Changan під брендом Deepal.

## Опис

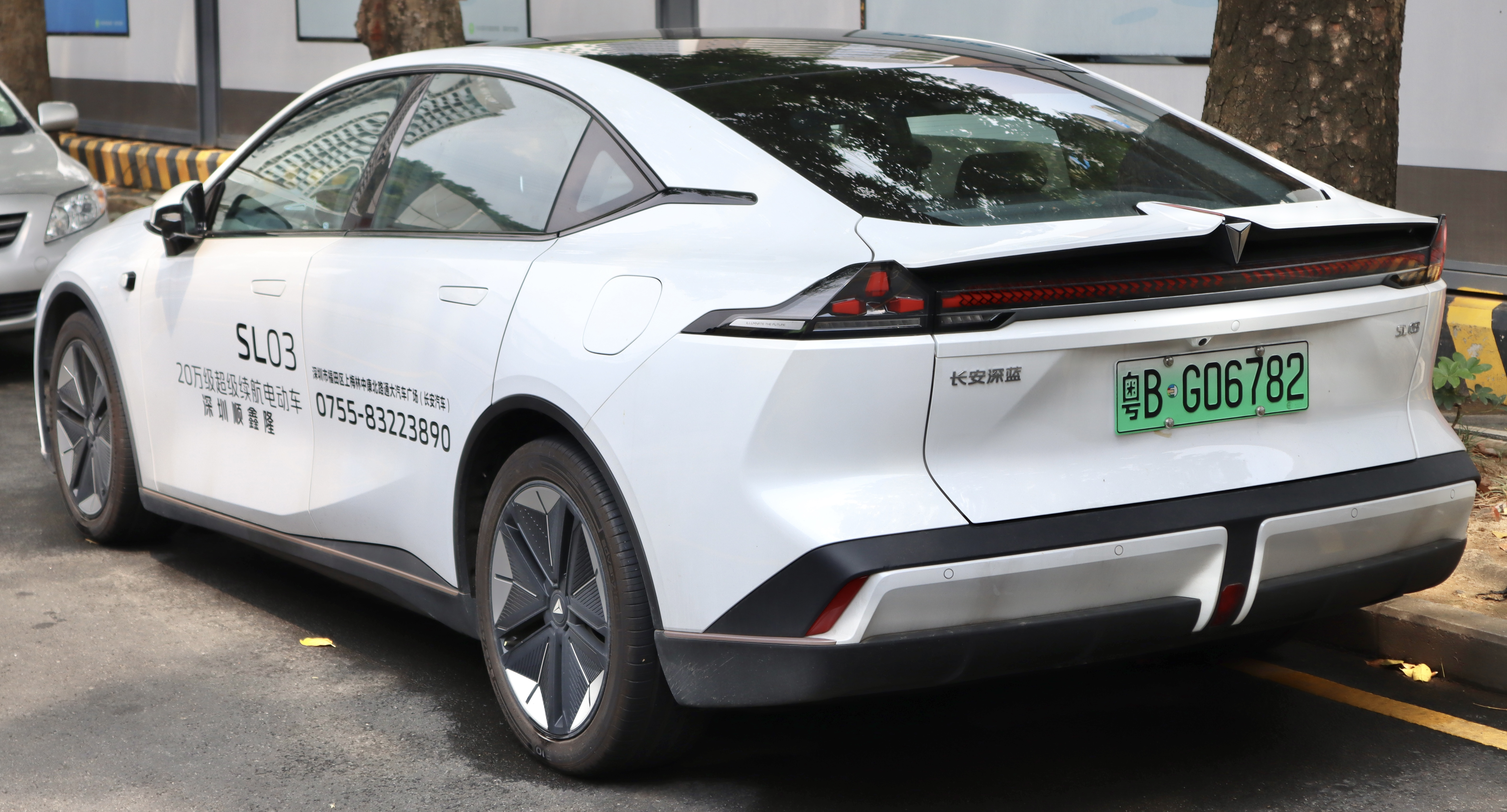

Deepal L07 випускається в таких модифікаціях: електромобіль та гібридний автомобіль. Електромобіль оснащується двигуном потужністю 218 к.с. із запасом ходу 700 км. Також існує гібридний автомобіль EREV з атмосферним 1,5-літровим двигуном JL473QJ та електродвигуном потужністю 258 к.с. із запасом ходу 1200 км.

### Оновлення 2024
У вересні 2024 року Deepal оголосив про оновлену модель Deepal SL03 у 2024 році та перейменував її на Deepal L07. Слідом за Deepal S07, це друга модель Deepal, яка оснащена системою автономного водіння Huawei «Qiankun Smart Driving» ADS SE. 

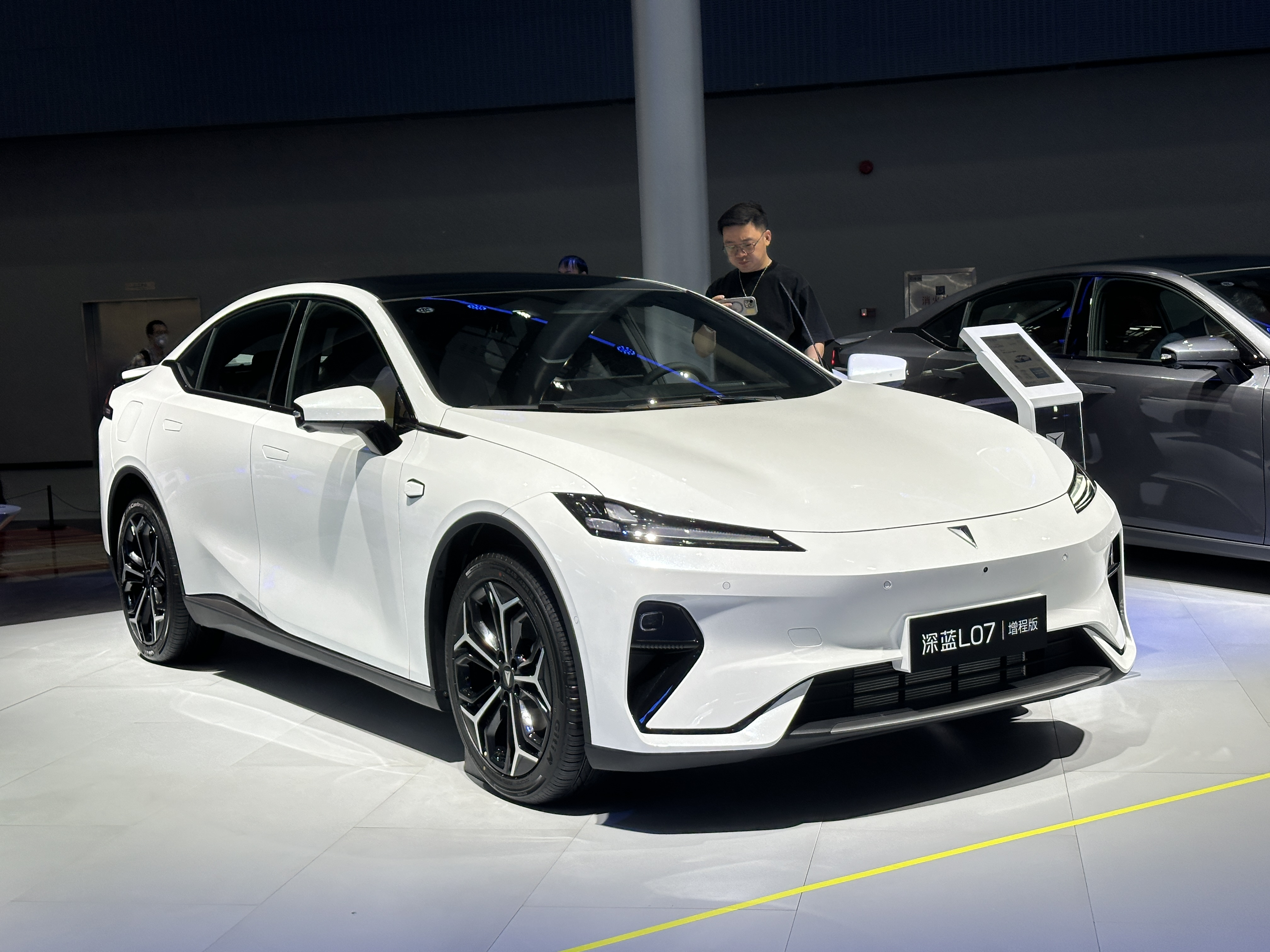
Рестайлінг 2024
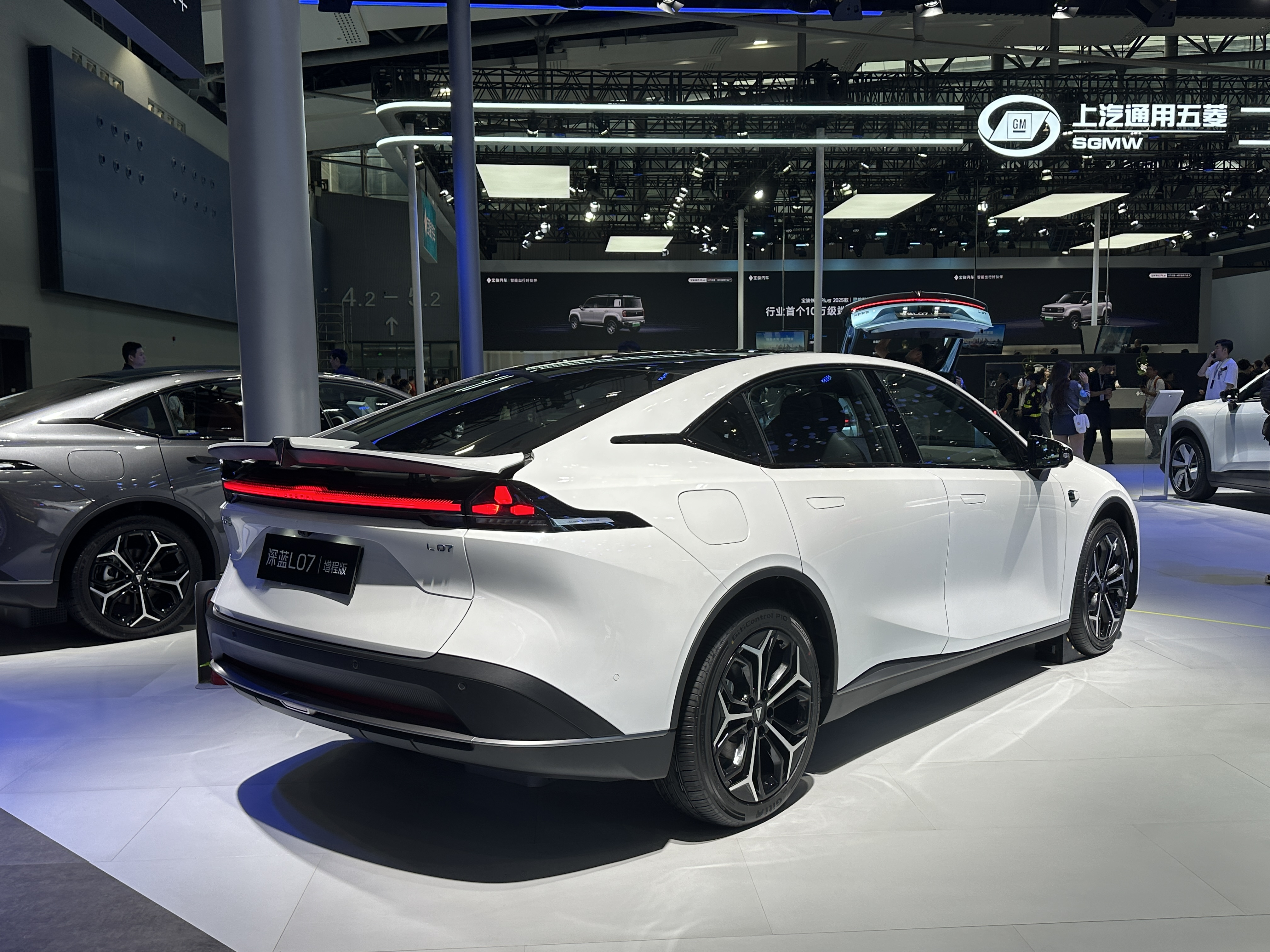

## Технічні характеристики
Shenlan SL03 оснащений 27 різними датчиками і підтримкою автономного водіння 4-го рівня. Модель базується на платформі Qualcomm SA8155P.